# Michel Foucher
Pour les articles homonymes, voir Foucher.
Michel Foucher, né le 6 août 1946, est un géographe, diplomate et essayiste français.

## Biographie

### Jeunesse et études
Michel Foucher est agrégé de géographie (1970). Il est également docteur d'État pour une thèse défendue à l'université Panthéon-Sorbonne en 1986 et intitulée Les frontières des États du Tiers monde.

### Parcours professionnel
De 1998 à 2002, Michel Foucher a été conseiller chargé des affaires politico-stratégiques au cabinet d'Hubert Védrine, ministre des Affaires étrangères. Il est également, de 1999 à 2002, directeur du Centre d'analyse et de prévision du ministère des Affaires étrangères.
En 2002, et jusqu'à 2006, il est ambassadeur de France en Lettonie. De 2007 à 2015, il est membre du Conseil des affaires étrangères et expert auprès du Conseil économique de la défense.
Paralllèlement, Michel Foucher est membre du Club des Vingt, membre de la World Policy Conference (fondée et présidée par Thierry de Montbrial), membre de l'Advisory Board du Forum économique de Delphes (Grèce), et directeur du programme Paix et sécurité du Centre Parlementaire de l'Asie (PCAsia), Phnom Penh (Cambodge).
Il est chevalier de la Légion d'Honneur (1er janvier 2023) (au titre du Protocole du Ministère de l'Europe et des Affaires étrangères).

### Parcours professoral
Il a enseigné à l'université Lumière Lyon II, à l'Institut d'études politiques de Lyon et au Collège d'Europe de Natolin (Varsovie). Depuis octobre 2007, il enseigne à l'École normale supérieure de la rue d'Ulm, à l'Institut d'études politiques de Paris et à l'Ecole nationale d'administration. 
Il est directeur de la formation, des études et de la recherche de l'IHEDN (Institut des hautes études de défense nationale) de 2009 à 2013. Il a été le parrain de la filière diplomatique de l'ENS créée en octobre 2011.
Il a été membre du Conseil d'orientation du Cycle des hautes études européennes de l'ENA.

### Autres activités
Il a fondé l'Observatoire européen de géopolitique, à Lyon, qu'il a dirigé jusqu'en 1998. Il a collaboré à de nombreux numéros de la revue Hérodote.
Commissaire de l'exposition Frontière (Lyon (Museum), Barcelone (CCCB) et Lille (2006-2007).
Président du Festival culturel « Des frontières et des hommes » Thionville/Luxembourg/ Sarrebrück/ Wallonie, 2-21/11/2009, 1re édition
Membre du comité scientifique du CHEE (Centre des hautes études européennes de l'ENA)
Président du comité scientifique du Festival culturel « Frontières » (Thionville/ Luxembourg/Sarrebrück)
Membre du comité scientifique du Collège d'études mondiales (Fondation de la Maison des sciences de l'homme), titulaire de la chaire de géopolitique appliquée jusqu'en 2021.
Commissaire de l'exposition « Frontières entre histoires et géographies » du château de La Roche Guyon (mars-novembre 2021)
Conseiller de la division Paix et sécurité de la Commission de l'Union africaine (Addis Abeba, Éthiopie)
Il codirige le rapport Schuman sur l'état de l'Union (avec Thierry Chopin, Fondation Robert-Schuman et éditions Lignes de repères et Springer), a publié dans la revue Esprit (2006) un article intitulé « L'Union politique européenne : un territoire, des frontières, des horizons ». Voir aussi le grand entretien sur le nouveau site Grande Europe de La Documentation française (2008).
Il a été membre du groupe de réflexion et de proposition sur la présidence française du Conseil de l'Union européenne, constitué par Clément Beaune, secrétaire d'État aux Affaires européennes, et présidé par Thierry Chopin (mars-décembre 2021). 
Son Atlas des mondes francophones (Marie B Lignes de repères, 2020) a reçu le grand prix du rayonnement de la langue et de la littérature françaises de l'Académie française le 2 décembre 2021.

## Apports
Ses travaux portent fréquemment sur les questions d'États et de frontières, en Europe et dans le monde ainsi que sur les représentations et les projets géopolitiques des puissances établies et des nouveaux acteurs émergents.

## Prises de positions
À l'occasion du second tour de l'élection présidentielle de 2017, il fait partie des 60 diplomates qui apportent leur soutien à Emmanuel Macron.

## Œuvres (sélection)
- L'invention des frontières, FEDN, 1986
- Fronts et frontières : un tour du monde géopolitique, Fayard, 1988, 1991
- (sous la dir.) Fragments d'Europe-Atlas de l’Europe Médiane et Orientale, 260 cartes, Fayard, 1993
- (sous la dir.) L’Europe prochaine : essai sur les alternatives et les stratégies pour une nouvelle vision de l'Europe, Fondation BBV, Madrid, 113 pages, Madrid 1994
- Les défis de sécurité en Europe Médiane, FED, La Documentation française, Paris 1996
- (sous la dir.) Les ouvertures de l’opéra : une nouvelle géographie culturelle ?, PUL, 1996
- Visiones de Europa, Madrid, 1996
- La République européenne : entre histoires et géographies, Belin, Paris, 1999
- (sous la dir.) Géopolitique du Danube, Ellipses, 94 p., 1999
- L’Afrique du Sud, puissance utile ? (en collaboration avec Dominique Darbon), Belin, 2001
- (sous la dir.) Asies nouvelles, Belin, 2002
- Frontière(s) : scènes de vie entre les lignes, Glénat (dir. scientifique, avec Henri Dorion), 2006
- L'obsession des frontières, Librairie académique Perrin, 2007, 249 p.
- Préface de Regards géopolitiques sur les frontières, sous la dir. de C. Bouquet et H. Velasco-Graciet, L’Harmattan, 2007, 231 p.
- Chapitre « Pouvons-nous vivre sans frontières ? » dans Notre Europe, sous la dir. de Michel Rocard et Nicole Gnesotto, Laffont, 2008
- Chapitre « L'Europe mise en cartes » dans Les arpenteurs de l'Europe, sous la dir. de Renée Hrebouze, Actes Sud/ Cultures France, 2008
- L’Europe et l’avenir du monde, Éditions Odile Jacob, 2009, 144 p.
- L’Europe entre géopolitiques et géographies, direction, Armand Colin, CNED, SEDES, nov. 2009
- Nouveaux (dés)équilibres mondiaux, La Documentation française, oct. 2009
- Géopolitique de la Turquie, L'Histoire, oct. 2009
- La bataille des cartes, Bourin Éditeur, nov. 2010 ; 2e édition revue et augmentée, oct. 2011; 3e édition sur iPad, 2012.
- L'obsession des frontières, 3e édition, Tempus Perrin, janvier 2012
- Atlas de l’influence française au XXIe siècle, Robert Laffont, 2013
- L'Arctique : la nouvelle frontière, CNRS Editions, coll. « Biblis » (dir. scientifique), 2014
- Le retour des frontières, CNRS Éditions, 2016
- Les frontières, CNRS Éditions, janvier 2020
- Arpenter le monde : mémoires d'un géographe politique, Robert Laffont, 2021
- L'Union européenne dans le monde, Documentation photographique, CNRS éditions, 2022
- Préface de Atlas géopolitique du monde contemporain, sous la dir. de Romain Bertolino, Alexandre Negrus et Nato Tardieu, Ellipses, 2022, 264 p., 19 mai 2022
- Ukraine-Russie. La carte mentale du duel, coll. "Tracts", n° 39, Gallimard, 2022.
- Ukraine, une guerre coloniale en Europe, L'Aube, 2022
- Conseiller le prince - A la lumière de la géographie politique, L’Aube, 2024

## Distinctions
- 2022 :  Chevalier de la Légion d'honneur[4]
- 2006 : Commandeur de l'ordre des Trois Etoiles (Lettonie)